# جيريمي جوردن (ممثل)
جيريمي جوردن (بالإنجليزية: Jeremy Jordan)‏ هو ممثل أمريكي، ولد في 20 نوفمبر 1984 في الولايات المتحدة. من الجوائز التي نالها جائزة المسرح العالمي سنة 2012.

## جوائز وترشيحات
جوائز
- جائزة المسرح العالمي (2012)

ترشيحات
- جائزة توني عن فئة أفضل ممثل في مسرحية موسيقية [الإنجليزية]‏ (2012)

## وصلات خارجية
- جيريمي جوردن على موقع IMDb (الإنجليزية)
- جيريمي جوردن على موقع روتن توميتوز (الإنجليزية)
- جيريمي جوردن على موقع ألو سيني (الفرنسية)
- جيريمي جوردن على موقع ميوزك برينز (الإنجليزية)
- جيريمي جوردن على موقع أول موفي (الإنجليزية)
- جيريمي جوردن على موقع قاعدة بيانات برودواي على الإنترنت (الإنجليزية)
- جيريمي جوردن على موقع ديسكوغز (الإنجليزية)
- جيريمي جوردن على موقع قاعدة بيانات الفيلم (الإنجليزية)
- جيريمي جوردن على موقع كينوبويسك (الروسية)